# Ліло і Стіч (фільм, 2025)
«Ліло і Стіч» (англ. Lilo & Stitch) — американська науково-фантастична комедія 2025 року, знята режисером Діном Фляйшером Кемпом за сценарієм Кріса Кеканіокалані Брайта. Фільм, створений компаніями Walt Disney Pictures та Rideback, є анімаційно-ігровим/CGI ремейком анімаційного фільму «Ліло і Стіч» 2002 року. У ролі Ліло Пелекай зіграє Майя Келоха, а сценарист і режисер оригінального фільму Кріс Сандерс повернеться до озвучення ролі Стіча. У фільмі також знялися Сідні Аґудонґ, Зак Галіфіанакіс, Біллі Маґнуссен, Ганна Ваддінгем, Кортні Венс, а також актори з оригінального складу — Тіа Каррере, Емі Гілл та Джейсон Скотт Лі. Прем'єра «Ліло і Стіч» у США відбулася 23 травня 2025 року.

## Сюжет
6-річна гавайська дівчинка Ліло (Майя Келоха) відчуває себе вкрай самотньою. Вона живе разом зі старшою сестрою Нані (Сідні Аґудонґ), яка є її опікункою після смерті батьків. Якось Ліло захотіла взяти з притулку песика. Ним виявився прибулець із космосу, створений як небезпечна зброя внаслідок несанкціонованих генетичних мутацій. Він утік від своїх творців і опинився на Гаваях, де його й знайшла Ліло. Свого улюбленця вона назвала Стіч і спершу вважала, що він собака.

## У ролях
| Актор            | Роль                                |
| ---------------- | ----------------------------------- |
| Майя Келоха      | Ліло Пелекай                        |
| Сідні Аґудонґ    | Нані Пелекай                        |
| Кріс Сандерс     | Стіч, (озвучення)                   |
| Зак Галіфіанакіс | доктор Джумба                       |
| Біллі Маґнуссен  | агент Пліклі                        |
| Кайпо Дудуа      | Девід Кавена                        |
| Тіа Каррере      | місіс Кекоа                         |
| Кортні Венс      | агент Кобра Бублик                  |
| Ганна Ваддінгем  | Головна Суддя                       |
| Емі Гілл         | Туту                                |
| Джейсон Скотт Лі | менеджер луʻау                      |
| Хуалалай Чунг    | працівник ветеринарного контролю №1 |

## Український дубляж
- Студія: LeDoyen Studio
- Режисерка дубляжу, перекладач і перекладач пісень: Анна Пащенко
- Музична керівниця: Тетяна Піроженко
- Мікс-студія: Shepperton International
- Творчі керівники: Jarek Wojcik та Maciej Eyman

Ролі дублювали:
- Ліло — Кіра Котляр
- Нані — Катерина Артеменко
- Стіч — Павло Скороходько
- Джамба — Дмитро Вікулов
- Пліклі — Олександр Погребняк
- Кобра Бублик — Володимир Кокотунов
- Туту — Ірина Дорошенко
- Місіс Кекоа — Лариса Руснак
- Девід — Кирило Татарченко
- Радниця — Олена Хижна

А також: Оксана Гринько, Євген Пашин, Роман Солошенко, Олександра Ленченко, Кіра Сівкова, Софія Положишнікова, Аліна Проценко, Ілона Бойко, Петро Сова, Юрій Кухаренко, Єлизавета Кучеренко, Надія Хільська, Марія Мартинова, Павло Голов, Олександр Юрін, Едуард Кіхтенко, Артур Проценко, Юлія Перенчук, та інші[джерело?]

## Виробництво
3 жовтня 2018 року було оголошено, що студія Walt Disney Pictures розробляє анімаційно-ігровий ремейк анімаційного фільму Діснея «Ліло і Стіч» 2002 року. 24 жовтня 2018 року Ван Ваєс повідомив, що почав працювати над сценарієм ремейку. 13 листопада 2020 року Джон М. Чу розпочав переговори щодо режисури фільму, тоді як повідомлялося, що Ван Ваєс покинув проєкт, і студія шукала нового сценариста, щоб переписати сценарій Ван Ваєса, хоча згодом Чу не став режисером фільму через інші зобов’язання. 14 липня 2022 року видання Deadline Hollywood повідомило, що режисером був обраний Дін Фляйшер Кемп, а Кріс Кеканіокалані Брайт вів переговори щодо доопрацювання сценарію; Брайт був остаточно затверджений як сценарист у лютому 2023 року.
У листопаді 2022 року було повідомлено про оголошення кастингу. Пізніше, 22 листопада, Коаліція азійсько-тихоокеанських країн у сфері розваг повідомила про перший кастинг у своєму твіттері.
У лютому 2023 року Зак Галіфіанакіс приєднався до акторського складу в невизначеній на той час ролі. Наприкінці березня Майя Келоха була затверджена на головну роль Ліло Пелекай.
У квітні 2023 року Біллі Маґнуссен отримав роль агента Пліклі, а Сідні Аґудонґ — роль Нані Пелекай. Пізніше того ж місяця Кайпо Дудуа отримав роль Девіда Кавени, а Кортні Венс — роль Кобри Бублика. Тіа Каррере та Емі Гілл, які озвучували ролі в оригінальному фільмі та його сиквелах, отримали нові ролі, а Сандерс вів фінальні перемовини щодо повторного озвучення своєї ролі Стіча.
Основні зйомки мали розпочатися в Оаху, Гаваї 13 березня 2023 року і завершитися 16 червня, але перший день зйомок пізніше перенесли на 17 квітня.
16 квітня 2023 року в трейлері на території основного знімального майданчика фільму в Галеїві спалахнула пожежа, яка завдала збитків на суму близько 200 000 доларів. У трейлері були костюми, які мали бути використані протягом перших трьох тижнів зйомок. Ніхто не постраждав, проте початок зйомок було відкладено на невизначений термін. Поліція Гонолулу кваліфікувала це як підпал першого ступеня і розпочала розслідування у відповідь.
Зрештою, зйомки розпочалися 1 травня 2023 року, коли частина шосе Каланяноле була перекрита для зйомок фільму. Зйомки були призупинені в липні 2023 року через страйк SAG-AFTRA, відновлені в лютому 2024 року та остаточно завершені на початку березня того ж року.

## Маркетинг
Перший показ анімаційно-ігрового дизайну Стіча відбувся на конвенції 2024 D23 9 серпня 2024 року. 22 листопада Disney опублікував перший тизер-постер фільму, на якому крупним планом зображено Стіча.

## Прем'єра
У листопаді 2022 року підтвердили, що фільм буде створено для стрімінгу на Disney+. У серпні 2024 року фільм перенесли на кінотеатральний реліз влітку 2025 року. У жовтні фільм отримав дату релізу 23 травня 2025 року в США.
Прем'єра «Ліло і Стіч» в Україні відбулася 22 травня 2025 року.

## Сприйняття
Фільм отримав неоднозначне сприйняття. На агрегаторі відгуків Rotten Tomatoes схвальні 70 % відгуків критиків. Їхній консенсус стверджує: «Відтворюючи чарівну чарівність оригіналу, хоча й не зовсім відповідає його бурхливому відчуттю уяви, „Ліло і Стіч“ виходить з коробки як один з кращих ігрових ремейків класики Діснея». Середньозважена оцінка на Metacritic складає 53 бали зі 100, що вказує на «змішані або посередні» відгуки.
Гелен О'Гара на Empire підсумувала, що фільм достатньо схожий на оригінал, але погану поведінку Ліло значно пом'якшили, а деякі місця скоротили. Загалом він є блідою копією мультфільму, як і попередні ремейки Disney. Майя Келоха та Сідні Аудонґ проте стараються, складаючи емоційне ядро фільму.
Джессі Гассенджер у The Guardian писала, що фільм має декілька зворушливих і кумедних моментів, однак сама суть Стіча змінена. В оригіналі він вчиться цінувати родину, бувши спочатку зловісно загрозливим; у ремейку він просто розбишака без досвіду. Фільм 2002 року може комфортно стояти поруч із зовні схожими, але тонально відмінними дитячими історіями, такими як «Інопланетянин», «Залізний велетень» і «Мій сусід Тоторо». Ремейк 2025 — це «дешева брендова підробка», на 20 хвилин довша за оригінал, з непоганою картинкою, але яка є не чим іншим, як спробою отримати більше грошей, без експериментів, властивих оригіналу.
Частина критиків зробили висновок, що ремейк позбавлений моралі оригіналу та пішов на надмірні спрощення. Так, Variety вказав, що Нані хоче вивчати морську біологію, чим мотивується розрив із Ліло. Але Гаваї — це чудове місце, щоб реалізувати мрію старшої сестри, їй не потрібно їхати за кордон. Дехто навіть назвали фільм пропагандою соціальних служб, які, схоже, краще турбуються про Ліло, ніж Нані, що бажає скинути з себе роль опікунки.
Олександр Наумець на ITC.ua похвалив акторську гру, візуальну стилістику та музику. Ремейк має проблеми з комп'ютерною графікою і відхиляється від оригінального сюжету (особливо змінено фінал і прибрано Ґанту). Втім, основна ідея лишається: «навіть коли родина розлітається, вона не зникає».
Микита Казимиров на Mezha.media підсумував, що фільм вдало тримає баланс між дорослими та дитячими темами і Ліло зберігає поєднання болю від втрати батьків із позитивним поглядом на життя. Деякі сцени надмірно локальні і в них видна дешевизна, а завершення дещо руйнує чарівність сюжету. Це дає підстави вважати, що спершу фільм планувалося випустити на Disney+, а не в кінотеатрах. Але є чудова гра Майї Келохи, гарний образ Стіча та висновок про важливість подолання власних недоліків заради близьких та цінність родини.